# LX edició dels Premis Ariel
La LX edició dels Premis Ariel, organitzada per l'Academia Mexicana de Artes y Ciencias Cinematográficas, es va celebrar el 5 de juny de 2018 al Palau de Bells Arts de la Ciutat de Mèxic. Prèviament, el 23 d'abril, les actrius Ilse Salas i Tiaré Scanda van anunciar els nominats durant un esdeveniment en la Cineteca Nacional.
En aquesta cerimònia es van lliurar premis en 26 categories. Va ser televisada a Mèxic per Canal 22 i a més per primera vegada es va projectar a la sala 3 de la Cineteca Nacional. A la cerimònia, es va reconèixer amb l'Ariel d'Or a l'actriu Queta Lavat i al fotògraf Toni Kuhn.
El president de l'Acadèmia: Ernesto Contreras va donar a conèixer algunes de les activitats que es duran a terme rumb al lliurament dels Premis Ariel:
- Cicle de cinema: Rumb a l'Ariel. Es durà a terme en diferents seus de la Ciutat de Mèxic i l'interior de la república, projectant les pel·lícules nominades.
- Multipremier Ariel 60. Seran projectats en la Cineteca Nacional els 5 films nominats a millor Pel·lícula d'enguany. La data serà el 14 de maig.
- Exposició “Dirigida per” del fotògraf Carlos Somonte. Aquesta mostra estarà conformada per fotografies que reflecteixen la identitat de les i els directors guanyadors de l'Ariel. Serà del 21 de maig al 8 de juliol en la galeria oberta de les Reixes de Chapultepec.
- Trobada de Nominats. En aquest esdeveniment es reuniran els nominats a l'Ariel 2018 i els mitjans de comunicació.

## Premis i nominacions múltiples
| Pel·lícula                    | Nominacions | Premis |
| ----------------------------- | ----------- | ------ |
| Sueño en otro idioma          | 16          | 6      |
| La región salvaje             | 12          | 5      |
| Vuelven                       | 10          | 2      |
| Los adioses                   | 8           | 1      |
| La libertad del diablo        | 8           | 1      |
| L'escollit                    | 7           | 1      |
| La habitación                 | 7           | 2      |
| Batallas íntimas              | 5           | 0      |
| Tiempo compartido             | 5           | 2      |
| Los crímenes de Mar del Norte | 5           | 0      |
| Plaza de la soledad           | 4           | 0      |
| Las hijas de Abril            | 3           | 1      |
| El vigilante                  | 3           | 1      |
| Mientras el lobo no está      | 3           | 0      |
| Tamara y la Catarina          | 3           | 0      |
| Ayúdame a pasar la noche      | 2           | 0      |
| Oso polar                     | 2           | 1      |

## Premis i nominats
Nota: Els guanyadors estan llistats primer i destacats en negreta. ⭐

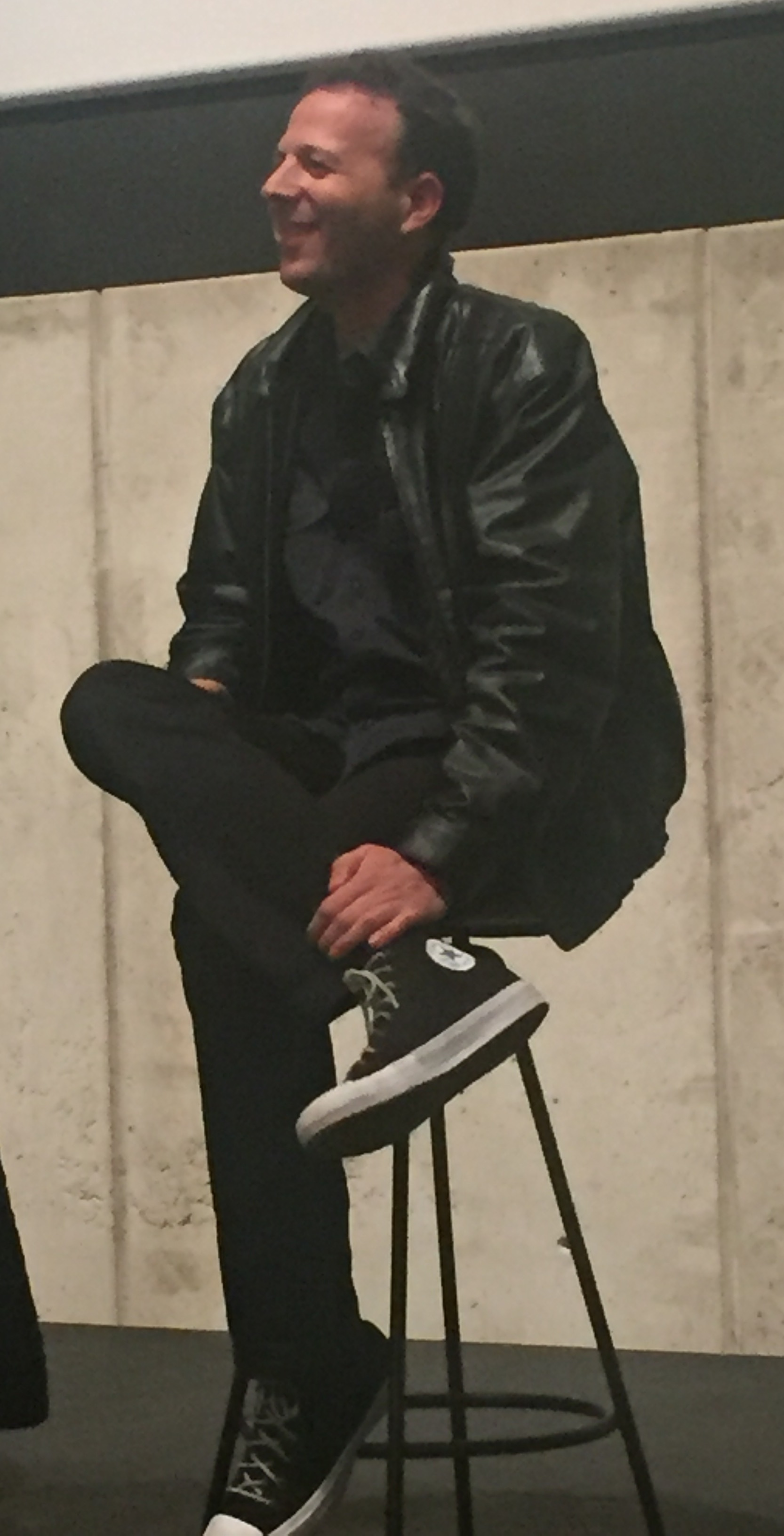
Amat Escalante, premi a la millor direcció

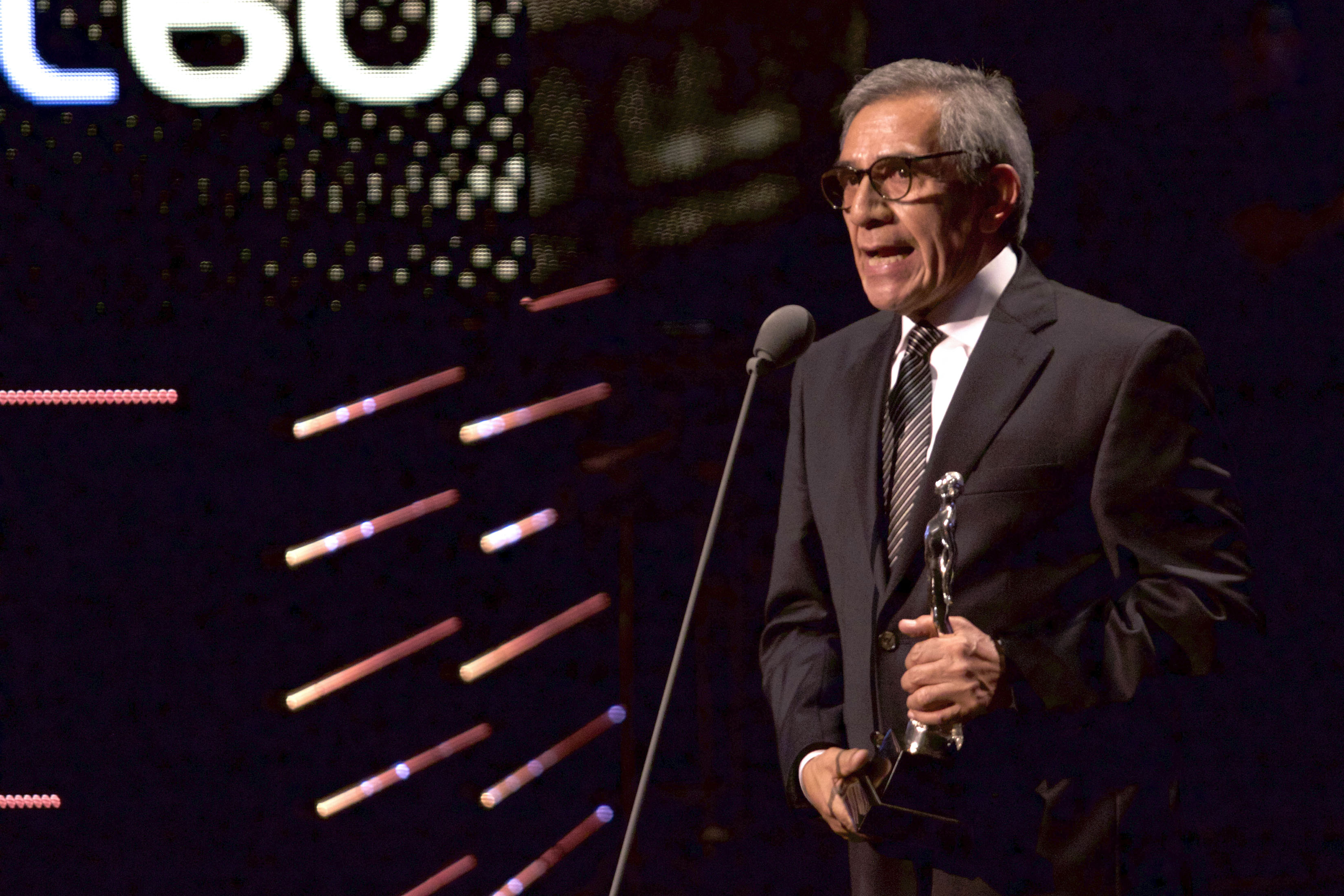
Eligio Meléndez, premi al millor actor

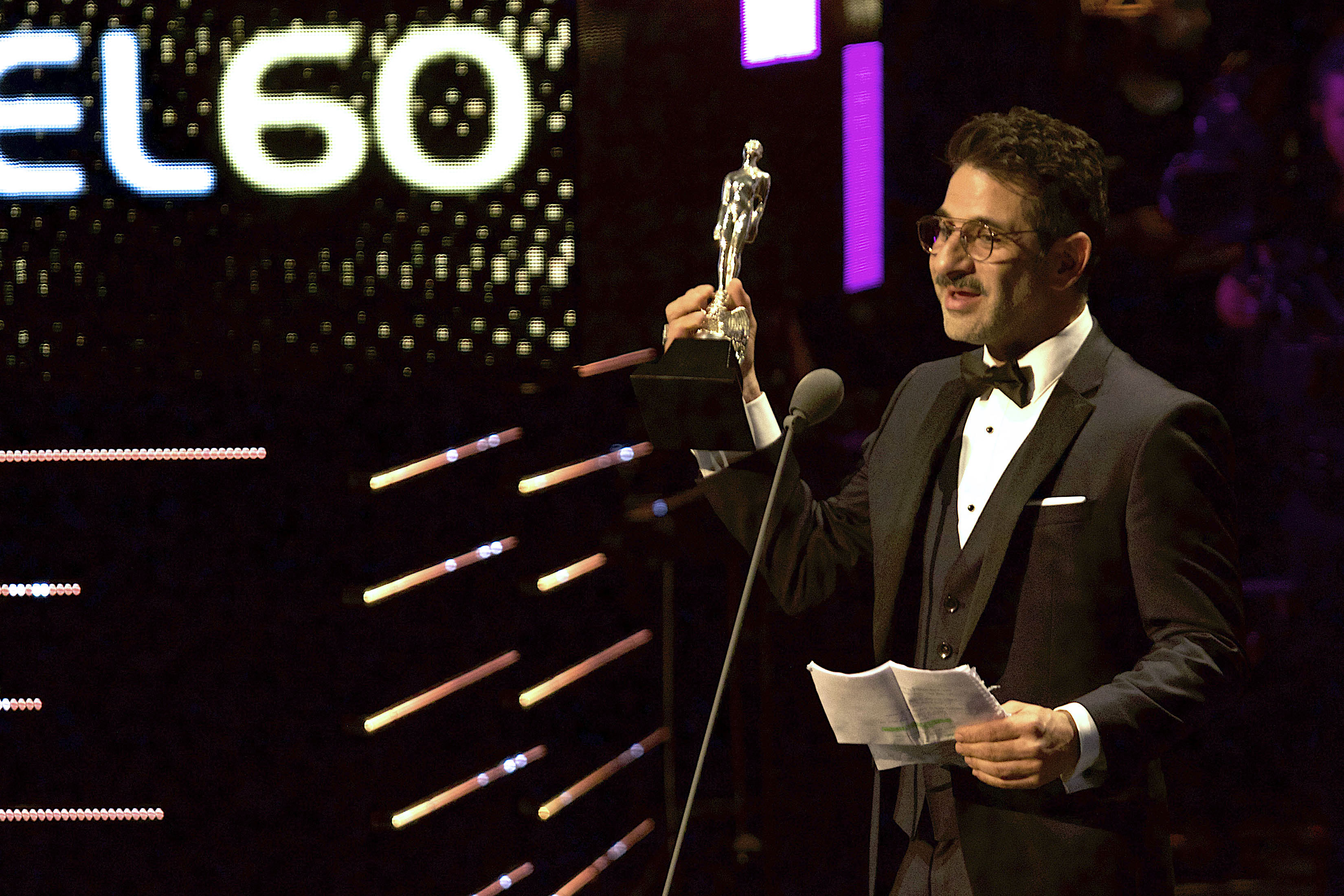
Miguel Rodarte, premi a la millor coactuació masculina

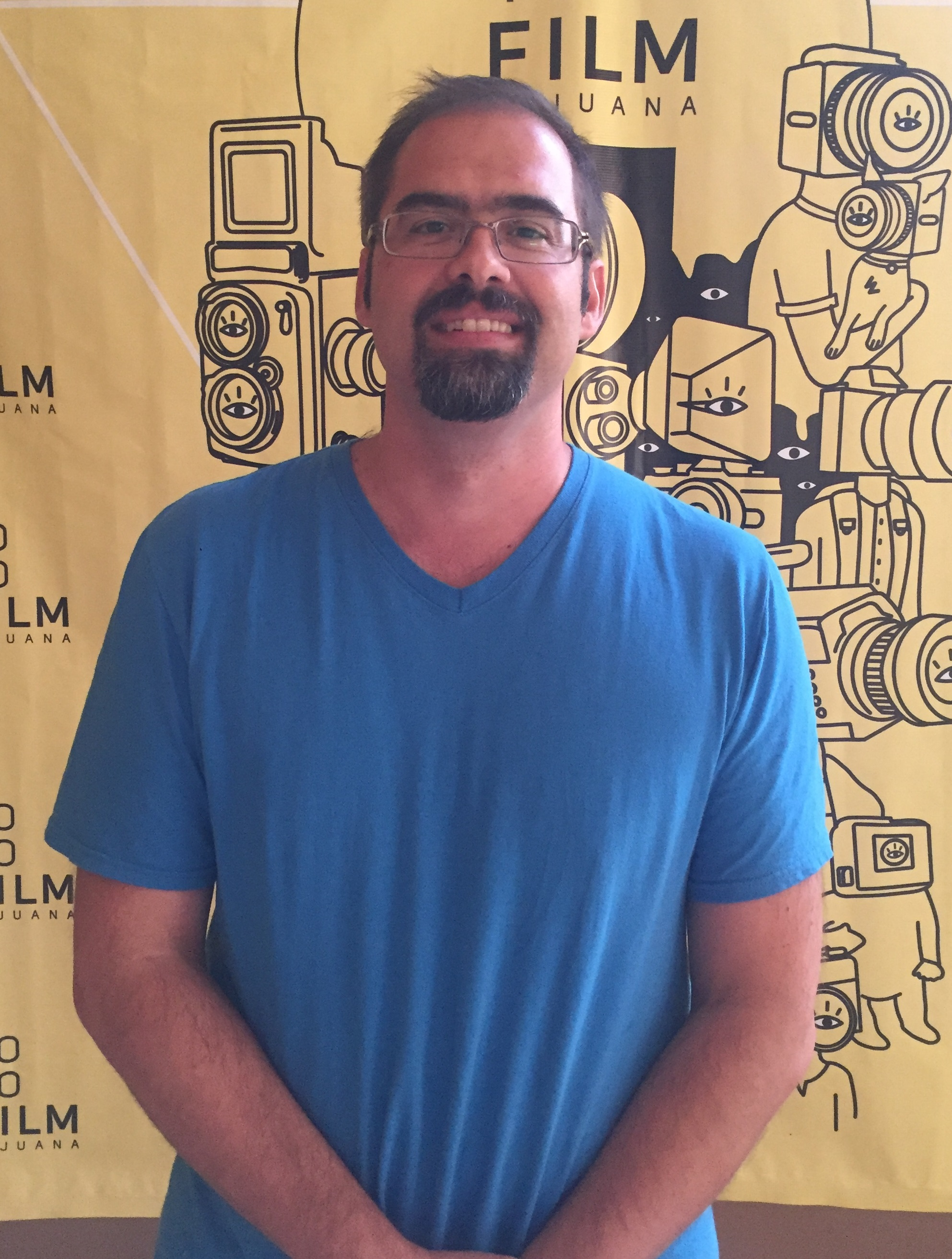
Diego Ros, premi a la millor opera prima

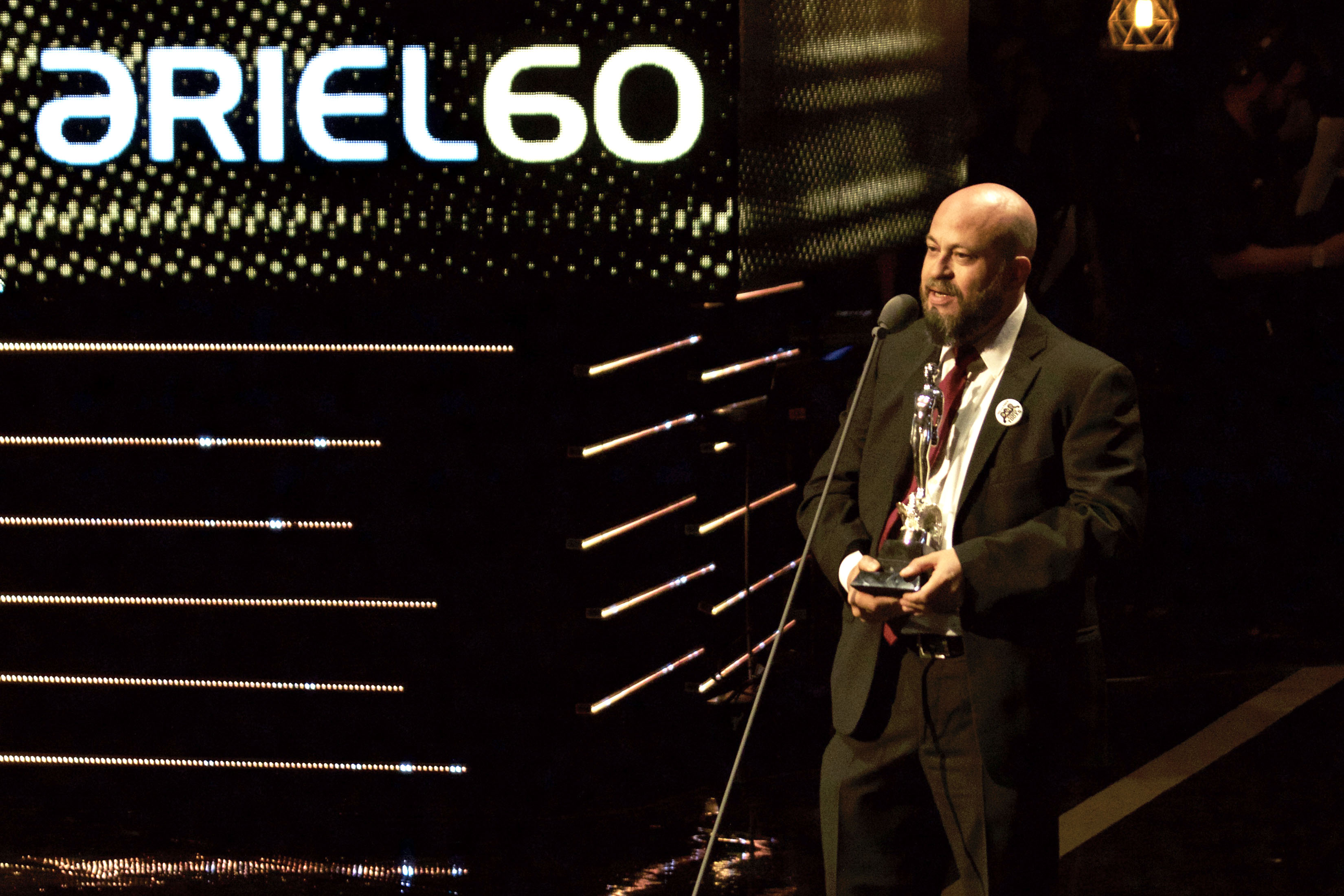
Everardo González, premi al millor documental

| Millor pel·lícula - ⭐ Sueño en otro idioma - Agencia Sha, Alebrije, Revolver Ámsterdam, FOPROCINE, Estudios Churubusco Azteca, EFICINE - Batallas íntimas - Caguama producciones (CasaDeLou), FOPROCINE, IMCINE - La libertad del diablo - Artegios, Animal de Luz films - La región salvaje - Mantarraya Producciones, Tres tunas - Tiempo compartido - Piano                                                                                                | Millor direcció - ⭐ Amat Escalante per La región salvaje - Lucía Gajáper Batallas íntimas - Everardo González per La libertad del diablo - Natalia Beristáin per Los adioses - Issa Lópezper Vuelven                                                                                     |
| Millor actor - ⭐ Eligio Meléndez per Sueño en otro idioma - Leonardo Alonso per El vigilante - Daniel Giménez Cacho per Los adioses - Gabino Rodríguez per Los crímenes de Mar del Norte - Humberto Bustoper Oso polar | Millor actriu - ⭐ Karina Gidiper Los adioses - Ángeles Cruz per Tamara y la Catarina - Angelina Peláez per Tamara y la Catarina - Cassandra Ciangherotti per Tiempo compartido - Arcelia Ramírez per Verónica                                                                            |
| Millor coactuació masculina - ⭐ Miguel Rodarte per Tiempo compartido - Emilio Echevarría per L'escollit - Pedro de Tavira per Los adioses - Hoze Meléndez per Sueño en otro idioma - Juan Pablo de Santiago per Sueño en otro idioma | Millor coactuació femenina - ⭐ Verónica Toussaint per Oso polar - Simone Bucio per La región salvaje - Joanna Larequi per Las hijas de Abril - Tessa Ia per Los adioses - Fátima Molina per Sueño en otro idioma                                                                         |
| Millor actor de repartiment - ⭐ Andrés Almeida per Tiempo compartido - Héctor Holtenper El vigilante - Hernán Mendoza per Las hijas de Abril - Norman Delgadillo per Los crímenes de Mar del Norte - Tenoch Huerta per Vuelven | Millor actriu de repartiment - ⭐ Bernarda Truebaper La región salvaje - Vico Escorcia per Los crímenes de Mar del Norte - Norma Angélicaper Sueño en otro idioma - Mónica Miguel per Sueño en otro idioma - Mercedes Pascual per Tamara y la Catarina                                    |
| Millor revelació masculina - ⭐ Juan Ramón López per Vuelven - Luis Amaya Rodríguez per Ayúdame a pasar la noche - Jesús Meza per La región salvaje - Máximo Hollander per Los herederos - Luis de la Rosa per Mientras el lobo no está | Millor revelació femenina - ⭐ Ana Valeria Becerril per Las hijas de Abril - Macarena Arias per Alba - Ruth Ramos per La región salvaje - Nicolasa Ortiz Monasterio per Sueño en otro idioma - Paola Lara per Vuelven                                                                     |
| Millor argument original - ⭐ Carlos Contreras per Sueño en otro idioma - Everardo González, Diego Enrique Osorno per La libertad del diablo - Amat Escalante, Gibrán Portela per La región salvaje - Sebastian Hofmann, Julio Chavezmontes per Tiempo compartido - Issa López per Vuelven | Millor guió adaptat - (No atorgat) |
| Millor fotografia - ⭐ Tonatiuh Martínez per Sueño en otro idioma - Guillermo Granillo per L'escollit - Guillermo Granillo, Bogumil Godfrejów per La habitación - María José Secco per La libertad del diablo - Dariela Ludlow per Los adioses | Millor edició - ⭐ Fernanda de la Peza, Jacob Secher Schulsinger per La región salvaje - Francisco X. Rivera, Lucía Gajá, Mariana Rodríguezper Batallas íntimas - Paloma López Carrillo per La libertad del diablo' - Valentina Leduc per Plaza de la soledad - Joaquim Marti per Vuelven |
| Millor disseny artístic - ⭐ Antonio Muñohierro per L'escollit - ⭐ Carlos Jacques per La habitación - Carlos Jacques per Los adioses - Bárbara Enríquez per Sueño en otro idioma - Ana Solares per Vuelven | Millor banda sonora - ⭐ Andrés Sánchez Maher' per Sueño en otro idioma - Jacobo Lieberman, Leonardo Heiblum per Batallas íntimas - Quincas Moreira per La libertad del diablo - Guro Moe per La región salvaje - Jacobo Lieberman, Leonardo Heiblum per Plaza de la soledad              |
| Millor so - ⭐ Enrique Greiner, Pablo Tamez, Raymundo Ballesteros per Sueño en otro idioma - Antonio Diego, Jorge Juárez, Omar Juárez, Tomasz Dukszta per La habitación - Matías Barberis, Bernat Fortiana, Pablo Tamez, Jaime Baksht, Michelle Couttolenc per La libertad del diablo - Raúl Locatelli, Sergio Díaz, Vincent Arnardi per La región salvaje - Emilio Cortés, Martín Hernández, Alejandro Quevedo, Jaime Baksht, Michelle Couttolenc per Vuelven | Millor vestuari - ⭐ 'Mariestela Fernández, Gabriela Diaque per La habitación - Mercè Paloma per L'escollit - Anna Terrazas per Los adioses - Fernanda Vélez per Los crímenes de Mar del Norte - Gabriela Fernández per Sueño en otro idioma                                              |
| Millor maquillatge - ⭐ Adam Zoller per Vuelven - Maru Errando, Carlos Sánchez per L'escollit - Carlos Sánchez, Itzel Peñaper La habitación - Nury Alamo per Los crímenes de Mar del Norte - Maripaz Robles per Sueño en otro idioma | Millors efectes visuals - ⭐ Peter Hjorth per La región salvaje - Lluís Castells per L'escollit - Radoslaw Rekita per La habitación - Raúl Prado per Mientras el lobo no está - Raúl Prado, Juan Carlos Lepe, Edgar Piña per Vuelven                                                      |
| Millors efectes especials - ⭐ José Manuel Martínez per La región salvaje - Lluis Rivera, Alejandro Vázquez per L'escollit - Arturo Godínez per La habitación - Yoshiro Hernándezper Purasangre - Alejandro Vázquez per Vuelven | Millor opera prima - ⭐ El vigilante per Diego Ros - Ayúdame a pasar la noche per José Ramón Chávez - Los años azules per Sofía Gómez Córdova - Mientras el lobo no está per Joseph Hemsani - Plaza de la Soledad per Maya Goded                                                          |
| Millor pel·lícula iberoamericana - ⭐ Una mujer fantástica per Sebastián Lelio () - Aquarius per Kleber Mendonça Filho () - La mujer del animal per Víctor Gaviria () - Últimos días en La Habana per Fernando Pérez Valdés () - Zama per Lucrecia Martel () | Millor llargmetratge documental - ⭐ La libertad del Diablo per Everardo González - Batallas íntimas per Lucía Gajá - El maíz en los tiempos de guerra per Alberto Cortés - Plaza de la Soledad per Maya Goded - Un exilio: película familiar per Juan Francisco Urrusti                  |
| Millor curtmetratge de ficció - ⭐ Oasis per Alejandro Zuno - Chambelán per Fabián León - La Ramona per Antonio de Jesús Sánchez - Libre de culpa per Santiago Arriaga, Mariana Arriaga - Mamartuile per Alejandro Saevich | Millor curtmetratge d'animació - ⭐ Cerulia per Sofía Carrillo - Amor, nuestra prisión per Carolina Corral - Nos faltan per Lucía Gajá, Emilio Ramos - Poliangular per Alexandra Castellanos - Última estación per Héctor Dávila                                                          |
| Millor curtmetratge documental - ⭐ La muñeca tetona per Diego Enrique Osorno, Alexandro Aldrete - Artemio per Sandra Luz López - Juan Perros per Rodrigo Ímaz - Relato familiar per Sumie García - Tecuani, hombre jaguar per Isis Alejandra Ahumada, Nelson Omar Aldape | Ariel d'or - Queta Lavat ⭐ - Toni Kuhn ⭐ |